# Hac (Rance)
Der Hac ist ein kleiner Fluss in Frankreich, der in der Region Bretagne verläuft. Er entspringt im Gemeindegebiet von Miniac-sous-Bécherel, entwässert generell Richtung Nordwest und mündet nach rund 17 Kilometern im Gemeindegebiet von Tréfumel als rechter Nebenfluss in die Rance. Auf seinem Weg berührt der Fluss die Départements Ille-et-Vilaine und Côtes-d’Armor.

## Orte am Fluss
(Reihenfolge in Fließrichtung)
- La Coudrelle, Gemeinde Miniac-sous-Bécherel
- Louche, Gemeinde Saint-Pern
- La Vilaise, Gemeinde Plouasne
- La Vieuville, Gemeinde Plouasne
- Thieubry, Gemeinde Plouasne
- Le Hac, Gemeinde Tréfumel
- Le Quiou
- Cameroc, Gemeinde Tréfumel

## Sehenswürdigkeiten
- Château du Hac, Schloss aus dem 15. bis 16. Jahrhundert am Flussufer beim Ort Hac, in der Gemeinde Le Quiou – Monument historique[4]

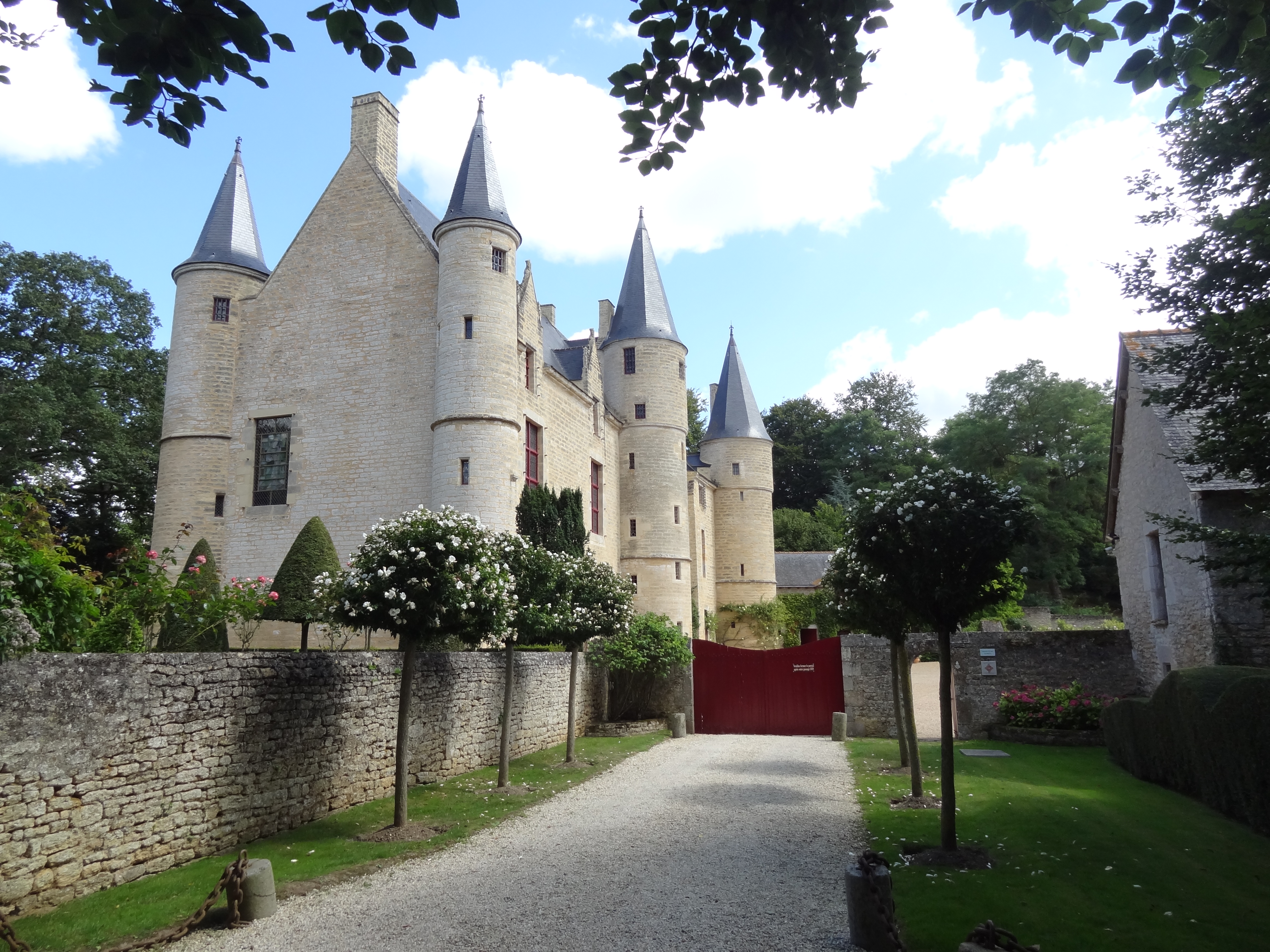
Château du Hac